# Santana de Pirapama
Santana de Pirapama is een gemeente in de Braziliaanse deelstaat Minas Gerais. De gemeente telt 8.820 inwoners (schatting 2009).

## Aangrenzende gemeenten
De gemeente grenst aan Baldim, Conceição do Mato Dentro, Congonhas do Norte, Cordisburgo, Curvelo, Gouveia, Jequitibá, Presidente Juscelino en Santana do Riacho.